# Temple de Neptune (Paestum)
Pour les articles homonymes, voir Temple de Neptune.
Le temple dorique dit « temple de Neptune » (également appelé « Second temple d'Héra » ou « temple de Poséidon ») est le troisième et le plus grand des trois temples de l'ancienne cité grecque (polis) de Poséidonia, en Italie du Sud (dont le nom romain est Paestum). Il a été construit vers le milieu du Ve siècle avant J.-C. (444-440 avant J.-C.), période de plus grand épanouissement des colonies grecques de la Grande Grèce.
Le temple se dresse dans le sanctuaire urbain sud de Paestum, juste au nord du premier temple grec dit « Basilique », disposé parallèlement à celui-ci. Aujourd'hui, il se présente avec une architecture extraordinairement intacte, qui en fait l'un des temples les mieux conservés du monde grec
. La cella de ce second temple dit « temple de Neptune », est encore de nos jours divisée en trois nefs par deux rangées de deux ordres superposés de sept colonnes doriques, caractérisées par un amincissement progressif des fûts.
L'excellent état de conservation qui caractérise les trois temples grecs de Paestum est probablement dû à l'abandon du site, survenu vers le IXe siècle, à la suite d'inondations et d'épidémies de paludisme.

## Description
Ce temple d'ordre dorique est périptère hexastyle (avec six colonnes sur les deux façades), avec une péristasis de 6x14 colonnes qui s'élève sur une crépis de trois marches ; les dimensions du stylobate sont de 24,30 × 60 m. Le bâtiment est orienté vers l'est, dans une position pratiquement parallèle aux deux autres grands temples grecs de Poséidonia. Il est précédé de deux autels, dont le plus éloigné, mis au jour seulement lors des fouilles menées au milieu du XXe siècle dernier par PC Sestieri, est l'autel grec, contemporain de la construction du temple ; l'autre autel date de l'époque romaine.

## Intérieur

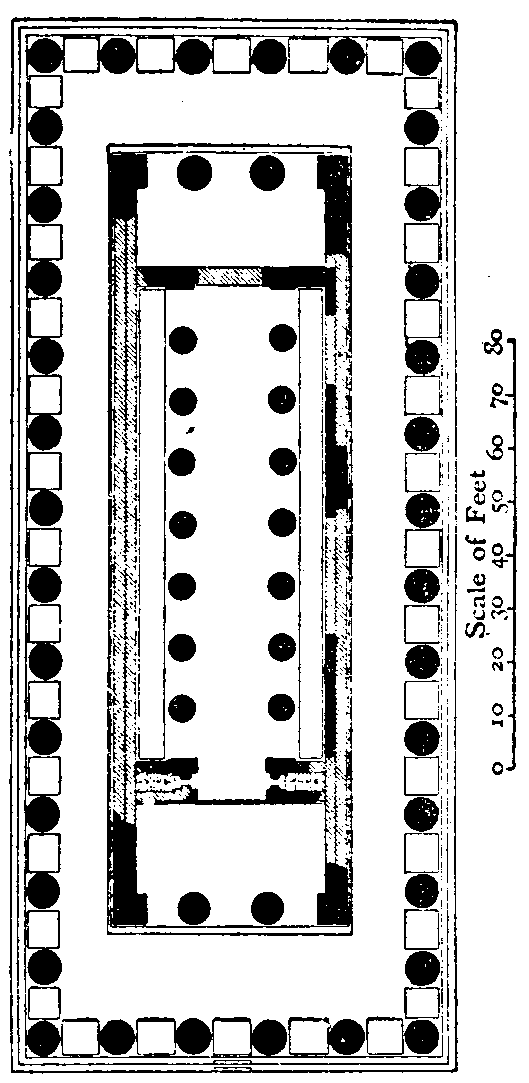
Plan du temple d'Héra, dit « de Neptune ».

L'intérieur se compose d'un naos (cella) de type distyle, avec pronaos et opisthodome, chacun à deux colonnes in antis, alignées avec les colonnes centrales des façades, qui correspondent aux deux colonnades traversant la cella et la divisant en trois nefs. Ces colonnades intérieures, en deux ordres superposés, comportent chacune sept colonnes doriques, dont les fûts s'amincissent de bas en haut. Immédiatement après l'entrée de la cella, surélevée de 0,50 m au-dessus du niveau du stylobate, deux pièces s'ouvraient sur les côtés : dans celle de droite était construit un escalier de pierre qui menait au plafond et dont un élément est conservé.
Le sol de la cella est composé d'une succession de trois dalles de pierre, rectangulaires et placées côte à côte : seulement à la hauteur de la cinquième colonne se trouvent deux dalles, cette différence marquant vraisemblablement la limite au-delà de laquelle, dans la cella, se trouvait la statue de culte.

## Caractéristiques de construction

### Galerie

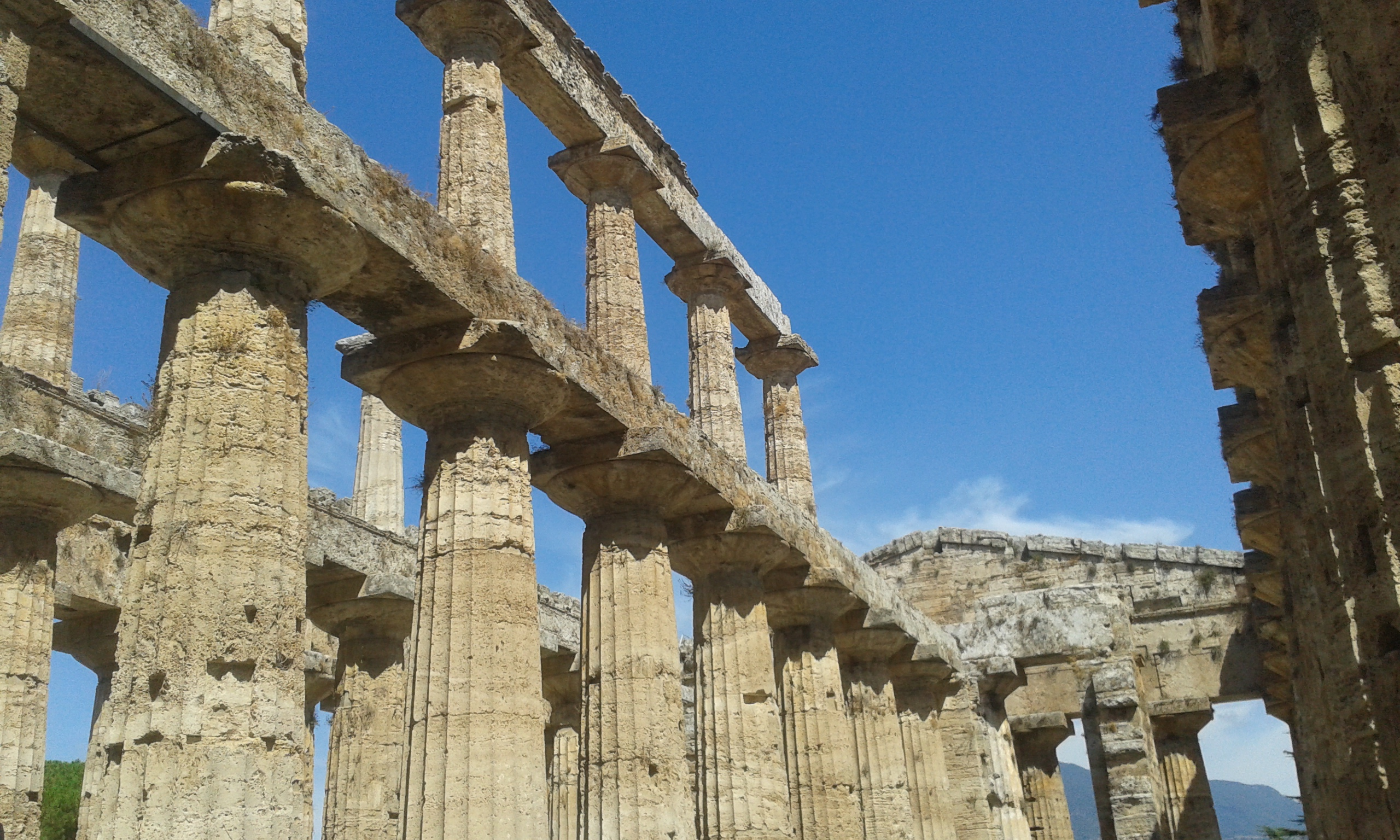
Colonnade interne du « temple de Neptune », déterminant les trois nefs de la cella.
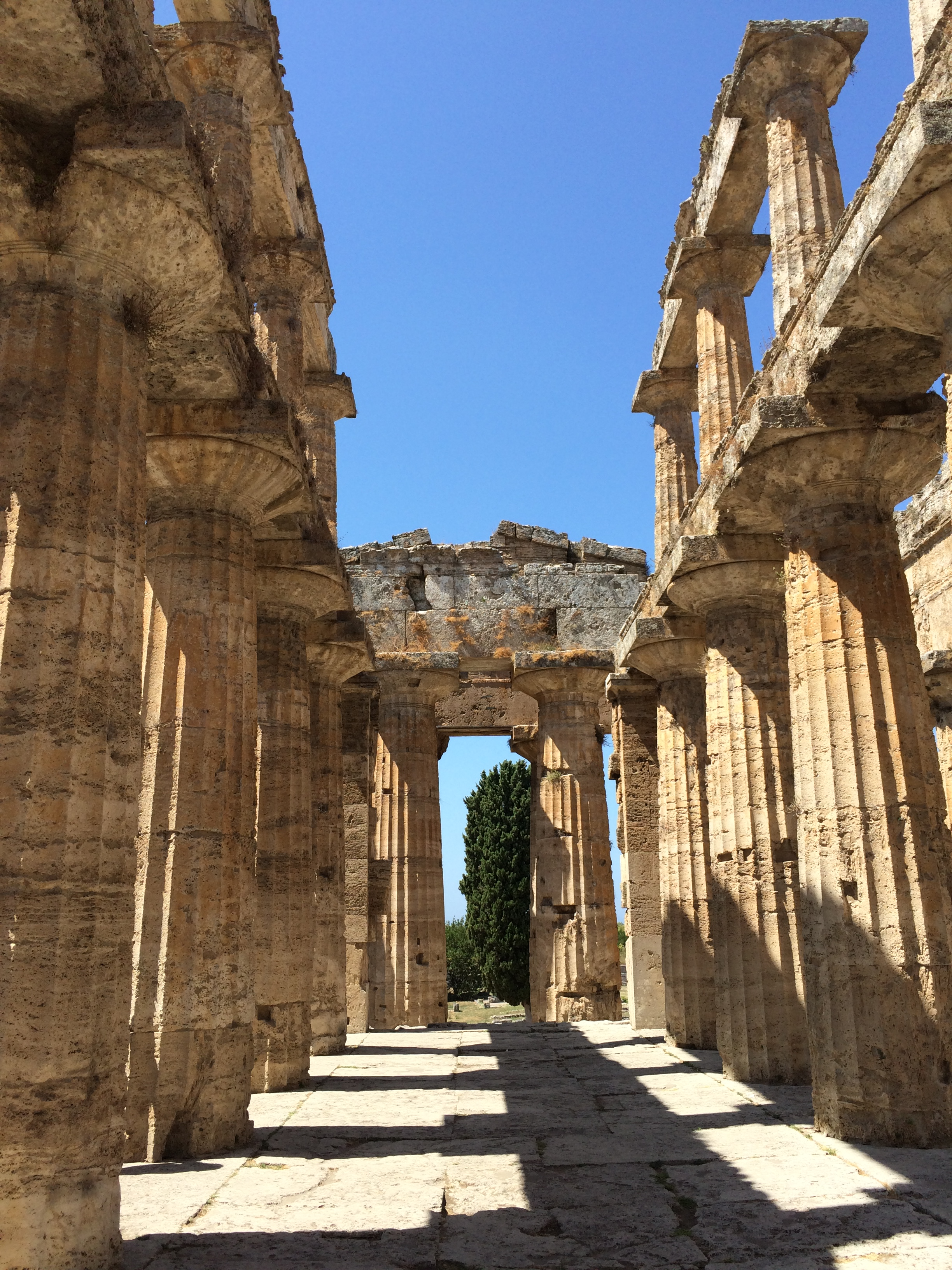
Alignement des colonnes de la cella et de la façade.
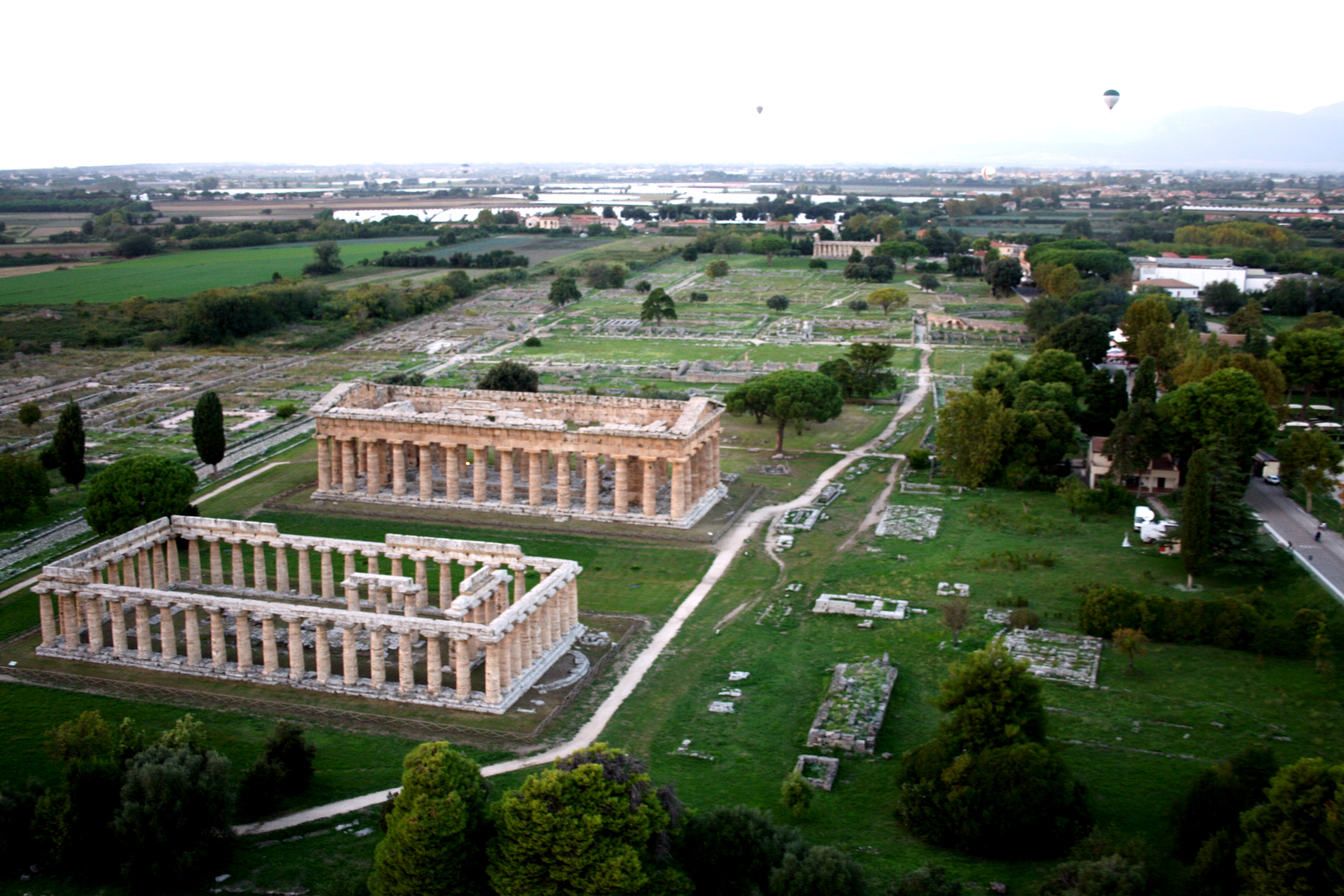
Vue aérienne du secteur des deux temples de Paestum et du centre de la cité. Le troisième temple, celui d'Athéna, est visible à distance.
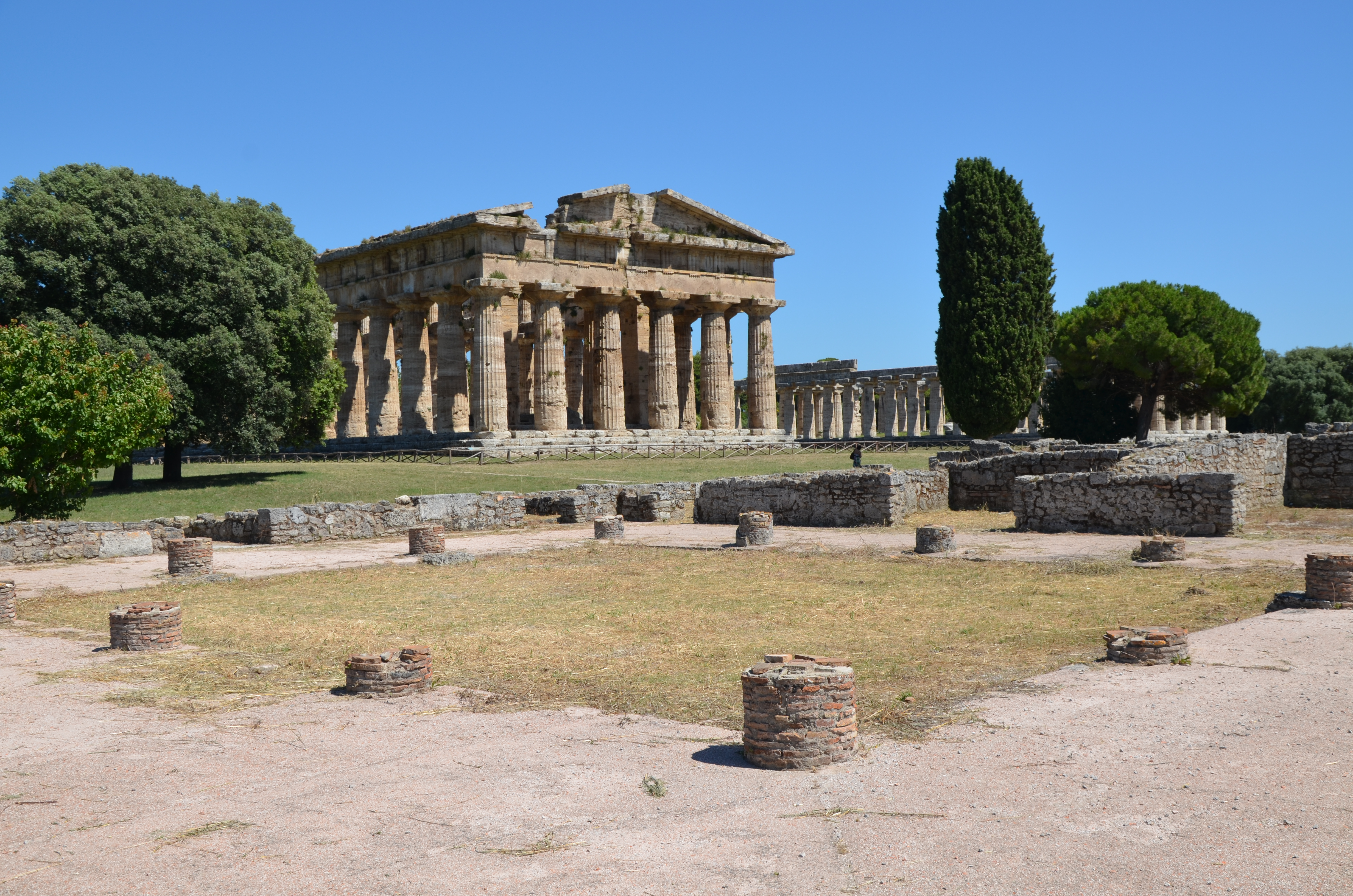
Secteur des deux temples dédiés à Héra.
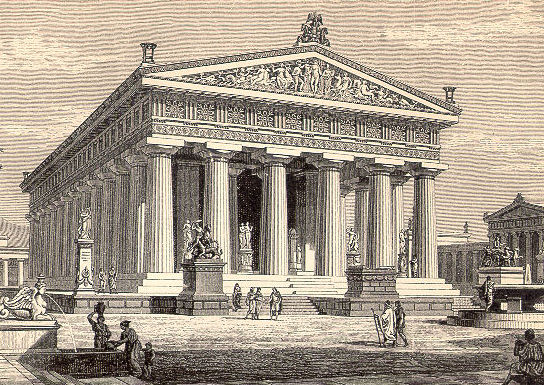
Reconstitution du temple « de Neptune », dans le Pierer's Universal-Lexikon, 1891.
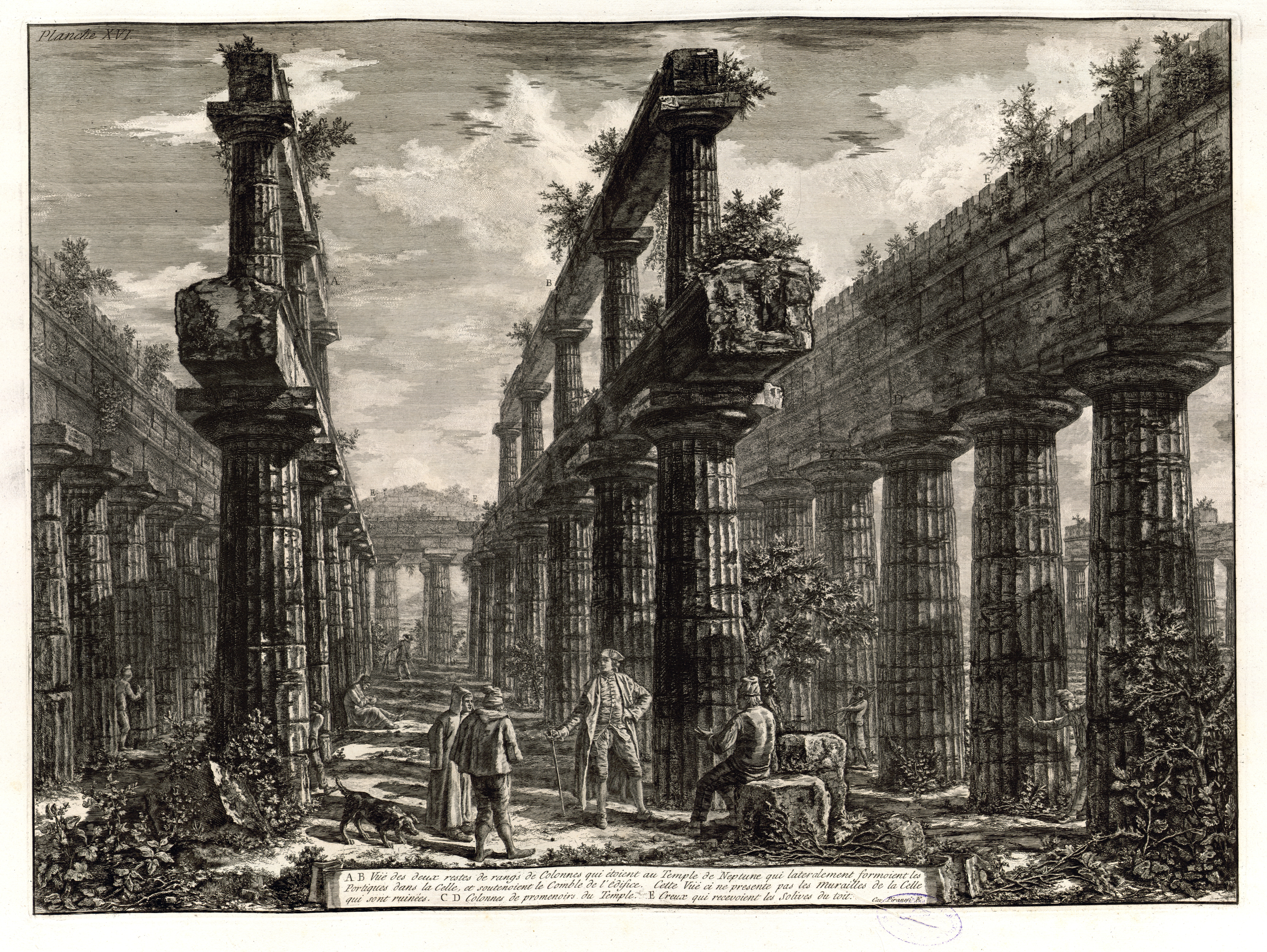
Gravure de Piranèse, 1778.

### Style
Le temple, appartenant à la période dite sévère de l'art grec, se caractérise par les dimensions et les proportions de ses éléments architecturaux, qui lui confèrent une apparence extraordinairement majestueuse. Cet édifice a joué un rôle décisif dans la redécouverte de l'architecture grecque, à partir de la seconde moitié du XVIIIe siècle, pour l'étude des origines di style dorique et la vérification expérimentale des théories architecturales de ce temps, mais aussi comme modèle capable d'inspirer les projets futurs.
Le temple présente des analogies stylistiques et formelles avec le temple de Zeus à Olympie, construit à la même époque et considéré comme le véritable paradigme de l'architecture des temples doriques. Ces analogies ont permis une datation sûre et précise, étant donné que l'année d'achèvement du grand temple d'Olympie peut être déduite grâce à l'historiographie. Il se distingue cependant du temple d'Olympie non seulement par son schéma planimétrique (6 x 14 colonnes au lieu de 6 x 13), mais aussi par l'absence totale de décorations sculpturales dans les métopes et les frontons, et par les différentes dimensions proportionnelles, régies par des rapports difficiles à identifier par rapport à ceux, plus facilement lisibles, exprimés dans l'autre temple.

### Colonnades
Le nombre pair de colonnes (construites en marbre) sur les côtés, quatorze, est une déviation par rapport à la disposition canonique de 6 x 13, qui s'est établie dans l'architecture de la mère patrie, et qui a culminé dans le temple de Zeus à Olympie, contemporain, par rapport auquel le temple hexastyle classique de Poséidonia est proportionnellement plus allongé. Le plan 6 x 14, encore d'inspiration archaïque, était caractéristique de la tradition architecturale siceliote, où il s'était répandu dans la période immédiatement postérieure à 480 av. J.-C., lorsque, à la suite de la victoire des Grecs contre les Carthaginois à la bataille d'Himère, la construction de grands édifices de temples reçut une forte impulsion dans les principales colonies siceliotes.
La présence de colonnades à l'intérieur de la cella, inconnue des autres temples grecs occidentaux (Magna Graecia et Sicile), dans lesquels la cella est constituée d'une véritable salle sans structures internes, relie au contraire le temple de Neptune à la tradition architecturale de la mère patrie, où s'établissait le système planimétrique avec une cella traversée par deux colonnades et contenue entre un pronaos et un opisthodomos.

### La masse des colonnes

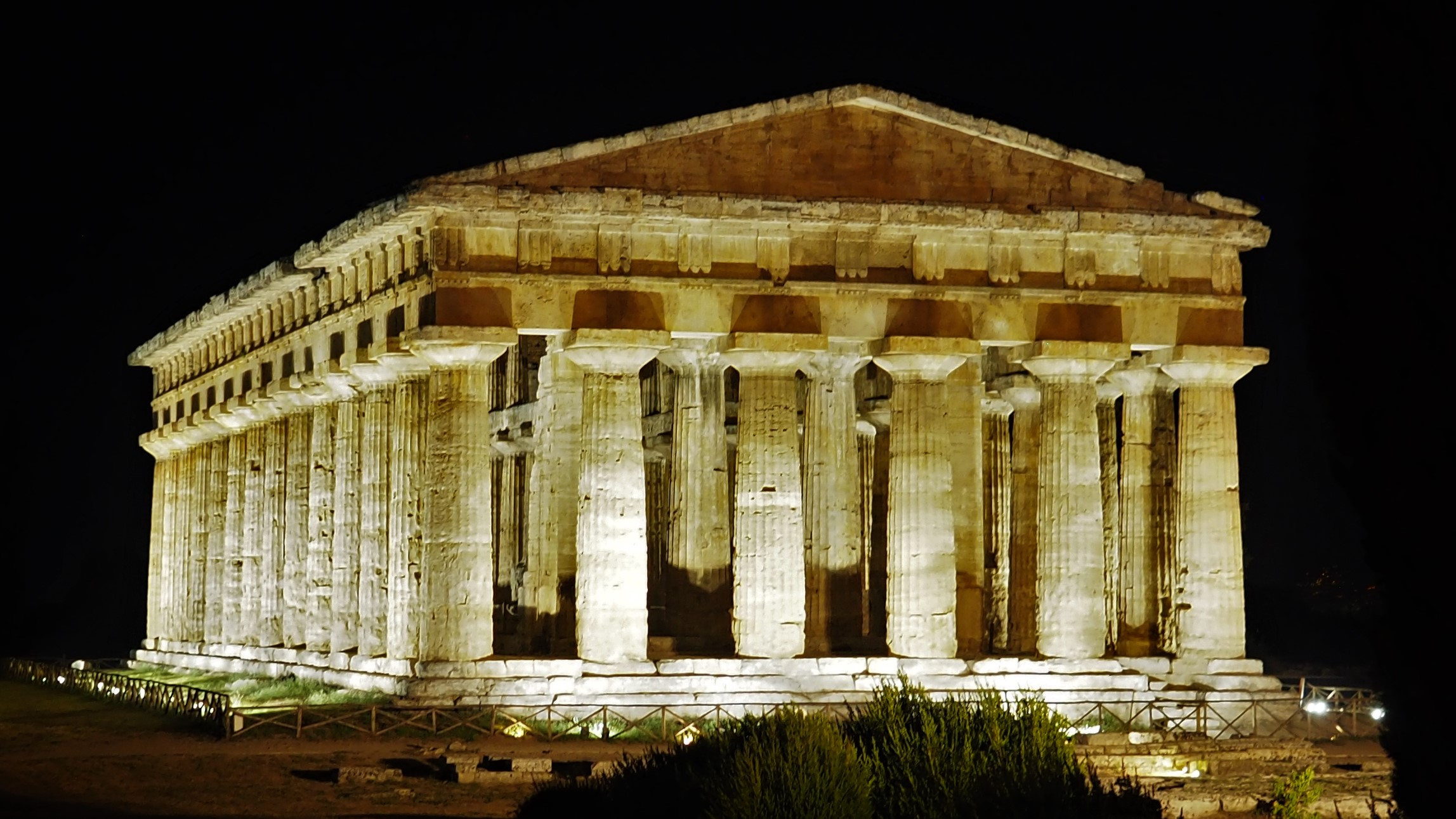
Temple de Neptune. Façade est.

L'observateur, surtout de face, est d'abord frappé par la masse des colonnes extérieures, hautes de 8,88 m et inhabituellement massives. Les colonnes frontales, plus épaisses que les latérales, ont un diamètre de plus de 2,09 m à la base et environ 1,55 m au sommet. La perception de la masse des colonnes est renforcée par les proportions volontairement peu élancées, exprimées dans le rapport de 1:4,21 seulement entre le diamètre à la base et la hauteur. La légère entasis appliquée aux fûts des colonnes, à peine visible, contraste avec celle extraordinairement prononcée de la « Basilique » voisine.
Probablement pour atténuer la sensation optique de lourdeur des colonnades, les imposantes colonnes extérieures présentent un dispositif presque sans équivalent dans l'architecture dorique : l'augmentation notable du nombre des rainures verticales, qui, du nombre canonique de vingt, passent ici au nombre de vingt-quatre. À l'intérieur, le nombre de rainures subit une diminution progressive de quatre unités : celles de l'ordre inférieur passent à vingt, pour devenir seulement seize dans l'ordre supérieur.
Les colonnes in antis du pronaos et de l'opisthodomos, qui précèdent et suivent la cella, bien que positionnées sur un plan surélevé de 0,50 m par rapport à celui du stylobate sur lequel reposent les colonnes extérieures, sont dimensionnellement identiques à celles des façades (avec pour conséquence un raccourcissement de la hauteur de l'encorbellement des deux portiques intérieurs par rapport à celui de la péristasis). La répétition exacte, au niveau interne surélevé, des colonnes frontales externes, apparemment incompréhensible, trouve une explication cohérente dans la volonté de mettre en valeur la façade de la cella comme accès au lieu le plus intime du temple.
L'ellipticité de la section des colonnes d'angle, affirmée pour la première fois par Friedrich Krauss, a été définitivement écartée, après des relevés minutieux par Dieter Mertens, qui a démontré la régularité de leur forme.

### Correction optique des concavités
Le stylobate a reçu une légère convexité afin d'obtenir une petite correction optique, selon un procédé architectural bien connu, typique de nombreuses constructions de temples, y compris le Parthénon qui, dans l'environnement de la Grande Grèce et de la Sicile, trouvera un homologue important dans l'exemple ultérieur de Ségeste.

### Solution du conflit d'angle

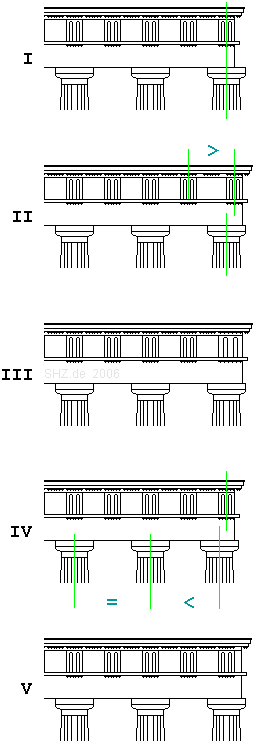
Cinq solutions au conflit d'angles dans les temples doriques :
I. Ne rien faire et laisser dépasser la dernière colonne…
II. Allonger la dernière métope ;
III. Allonger le dernier triglyphe ;
IV. Diminuer l'espace entre les deux dernières colonnes ;
V. Ajouter un segment vide en extrémité.

L'un des problèmes qui affligeaient l'architecture des temples doriques de l'époque classique était le conflit angulaire de l'ordre dorique, déterminé par l'impossibilité - causée par l'épaisseur considérable de l'architrave dans les structures en pierre de dimensions aussi monumentales - de placer le triglyphe angulaire simultanément à l'extrémité du coin et dans une position axiale au-dessus de la colonne sous-jacente ; le positionnement du triglyphe à l'extrémité de la frise impliquerait en effet l'allongement de la métope d'angle et, par conséquent, l'impossibilité de transmettre à la frise l'ordre créé dans la colonnade sous-jacente. La solution la plus avancée à ce problème consiste en une contraction angulaire, c'est-à-dire en la combinaison du déplacement du dernier triglyphe vers l'angle de la frise et du raccourcissement correspondant du dernier interaxe (distance entre les axes de deux colonnes adjacentes), afin d'éviter l'allongement de la métope d'angle.
Dans le temple de Neptune, cette contraction, simple sur le petit côté, est double sur les grands côtés, où les deux derniers interaxes sont raccourcis sur chacune des deux extrémités. La contraction angulaire sur le front est en fait d'environ 17,5 cm (empattement angulaire de 4,30 m au lieu des 4,475 m des empattements « normaux ») ; sur les côtés longs, la diminution est respectivement d'environ 17 cm et 28 cm (entraxes, dans les deux derniers entrecolonnements, d'environ 4,36 m et 4,22 m respectivement au lieu des 4,50 m des entraxes "normaux").

## Attribution cultuelle
Le nom actuel de « temple de Neptune » est influencé par l'héritage des premières attributions érudites enthousiastes et imaginatives nées à l'époque de la redécouverte de Paestum, dans la seconde moitié du XVIIIe siècle, fondées sur la croyance que le plus grand temple de Poséidon devait être dédié au dieu protecteur de la ville, Neptune-Poséidon.
En raison de l'absence de sources écrites et du manque de données archéologiques concluantes, l'attribution cultuelle de l'édifice reste problématique. Il existe trois hypothèses pour la propriété du temple : Héra, Zeus, Apollon.
La première hypothèse, soutenue notamment par Pellegrino Claudio Sestieri, se base sur du matériel votif dédié à Héra, trouvé à proximité du temple lors de fouilles menées par l'archéologue vers le milieu du XXe siècle, mais, après analyse plus approfondie, ce matériel annexe semble être d'un rattachement incertain à l'édifice du temple. La seconde se fonde sur la découverte, près du temple, d'une statue archaïque de Zeus (datant d'avant la construction du temple et aujourd'hui exposée au Musée archéologique national de Paestum), en fragments, et sur l'attestation de cultes voués au dieu ; même dans ce cas, la référenciation de cette statue à un précurseur archaïque du temple classique, qui aurait donc hérité de la propriété de Zeus, est sans preuve. La troisième hypothèse repose sur l'existence, dans le sanctuaire méridional, de cultes sanitaires dédiés à Apollon, dieu de la médecine.